# Ctenogobius
Ctenogobius es un género de peces de la familia de los Gobiidae en el orden de los perciformes.

## Especies
- Ctenogobius aestivaregia (Mori, 1934)
- Ctenogobius boleosoma (Jordan & Gilbert, 1882)
- Ctenogobius cervicosquamus (Wu, Lu & Ni, 1986)
- Ctenogobius chengtuensis (Chang, 1944)
- Ctenogobius clarki (Evermann & Shaw, 1927)
- Ctenogobius claytonii (Meek, 1902)
- Ctenogobius fasciatus (Gill, 1858)
- Ctenogobius filamentosus (Wu, 1939)
- Ctenogobius fukushimai (Mori, 1934)
- Ctenogobius lepturus (Pfaff, 1933)
- Ctenogobius manglicola (Jordan & Starks, 1895)
- Ctenogobius parvus (Luo, 1989)
- Ctenogobius pseudofasciatus (Gilbert & Randall, 1971)
- Ctenogobius puncticeps (Deng & Xiong, 1980)
- Ctenogobius saepepallens (Gilbert & Randall, 1968)
- Ctenogobius sagittula (Günther, 1861)
- Ctenogobius shennongensis (Yang & Xie, 1983)
- Ctenogobius shufeldti (Jordan & Eigenmann, 1887)
- Ctenogobius smaragdus (Valenciennes, 1837)
- Ctenogobius stigmaticus (Poey, 1860)
- Ctenogobius stigmaturus (Goode & Bean, 1882)
- Ctenogobius szechuanensis (Liu, 1940)
- Ctenogobius yaoshanensis (Luo, 1989)